# 桃園神社
桃園神社（とうえんじんじゃ）は、日本統治時代の台湾新竹州桃園郡桃園街大檜渓の春日山（現・桃園市桃園区の虎頭山）にあった神社である。現在は桃園市忠烈祠となっている。日本統治時代の外地の神社では珍しく当時の社殿がそのまま残されており、台湾の国家三級古蹟に指定されている。
　

## 歴史
1930年代、日本は台湾の全ての町に神社を創建する政策をとっていた。台湾の神社のほとんどはこの時期に作られたものである。桃園神社は1935年（昭和10年）に創建が決まり、1938年（昭和13年）6月10日に落成、鎮座式が行われた。社格は県社で、北白川宮能久親王・大国魂命・大己貴命・少彦名命・豊受大神・明治天皇を祀っていた。
戦後、桃園神社は新竹県忠烈祠に改称した（当時はまだ桃園県はなかった）。1950年に桃園県忠烈祠となった。日本の神はなくなり、中には鄭成功、劉永福、丘逢甲の像と反清・抗日の殉国の烈士である国民政府軍将兵の位牌が置かれた。
日華断交後の1974年2月、国民党政府は「日本統治時代の日本の帝国主義的なものは全て取り除く」との命令を発し、それにより各地の神社が破壊された。桃園神社（桃園県忠烈祠）は住民が反対したほか、一部の学者が「神社とはいえ唐風の建物であり、中国伝統建築様式の保存ともいえる。日本による侵略の歴史的証明として残すべきである。」の論述を提出したことからそれを免れ、日本統治時代のままの姿を保った。
1985年、政府は忠烈祠を改築するという名分で旧神社の撤去計画を出したが、これも世論と学界の強い反対によって霧散すると、ついに保存が決まった。翌年から886万元をかけて修復を行うことなり、1987年1月30日に完成した。1994年2月15日、国家三級古蹟に指定された。
2016年以降再び修復が行われ、忠烈供養施設と歴史文化施設を併せ持つ観光スポットとして「桃園孔子廟忠烈祠文化公園」と改名された。日本の神社が保存された貴重な施設として
観光客が増え、2022年には鳥取神社 (釧路市)から天照大神などの分霊3体が勧請されたが、批判が出たため分霊は再び日本へ奉遷された。これを受けて民進党市議団は、国民党市長時代にイデオロギーを理由に桃園市の観光発展が妨げられたと反発した。

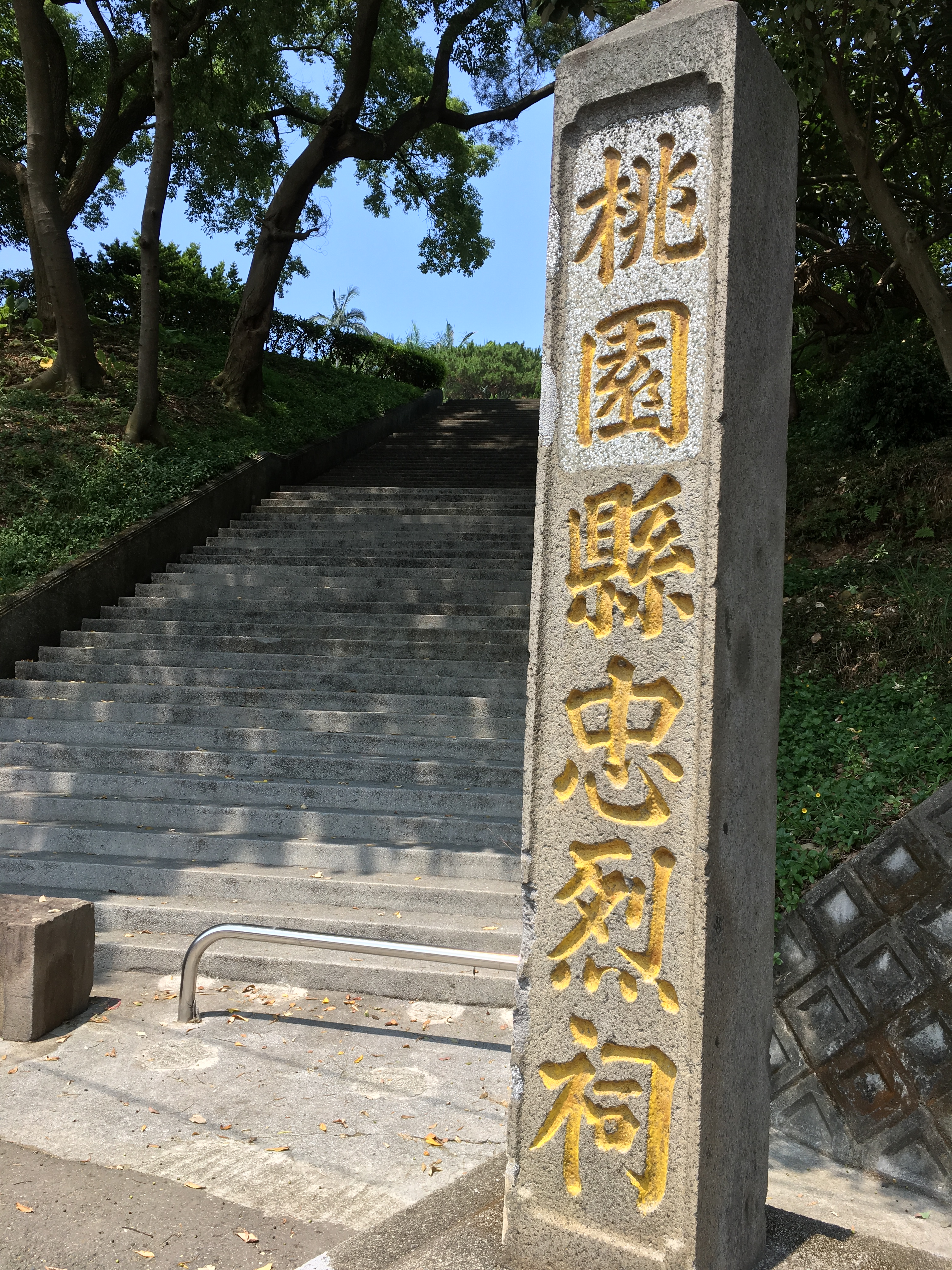
社名碑
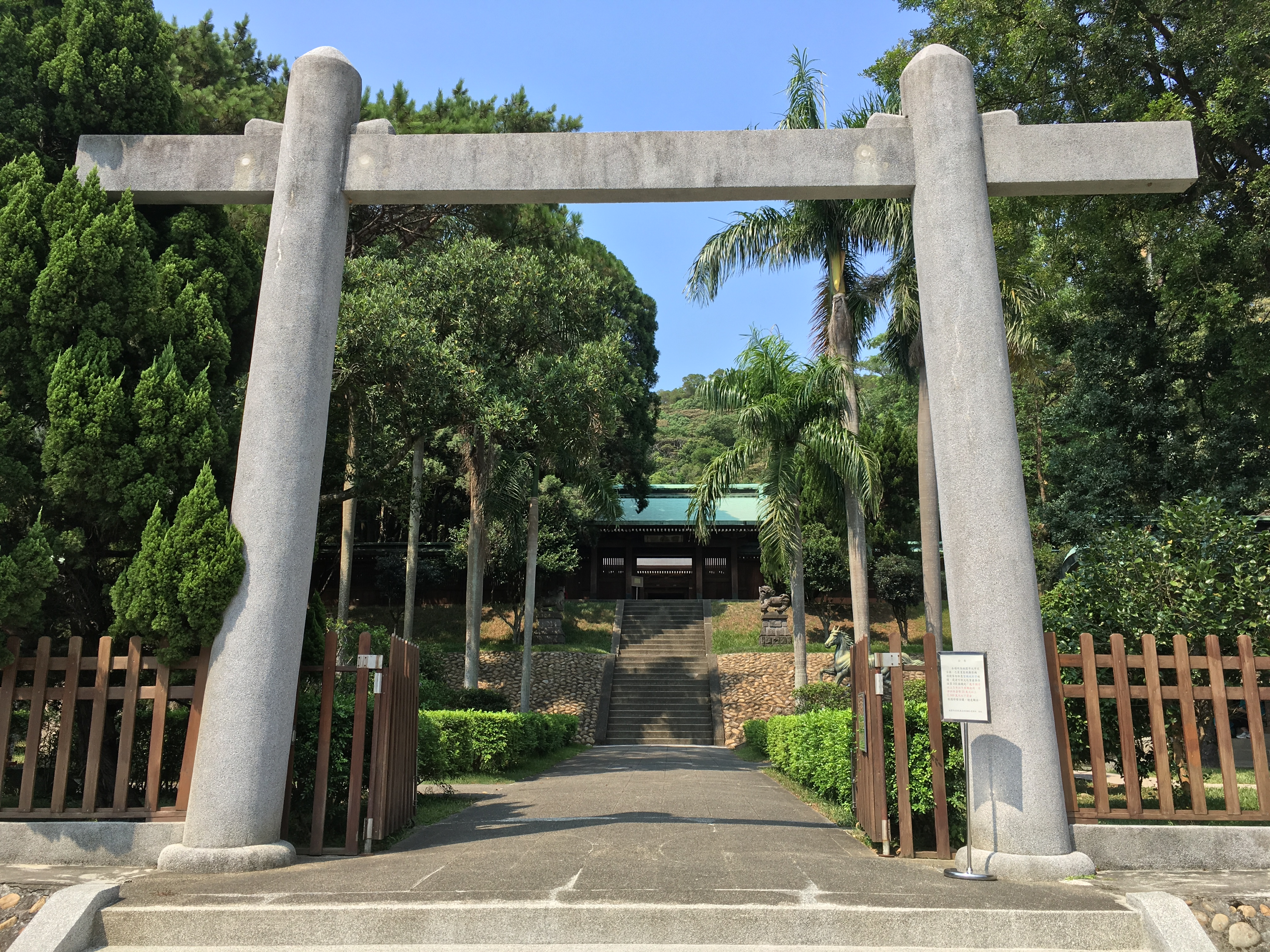
鳥居
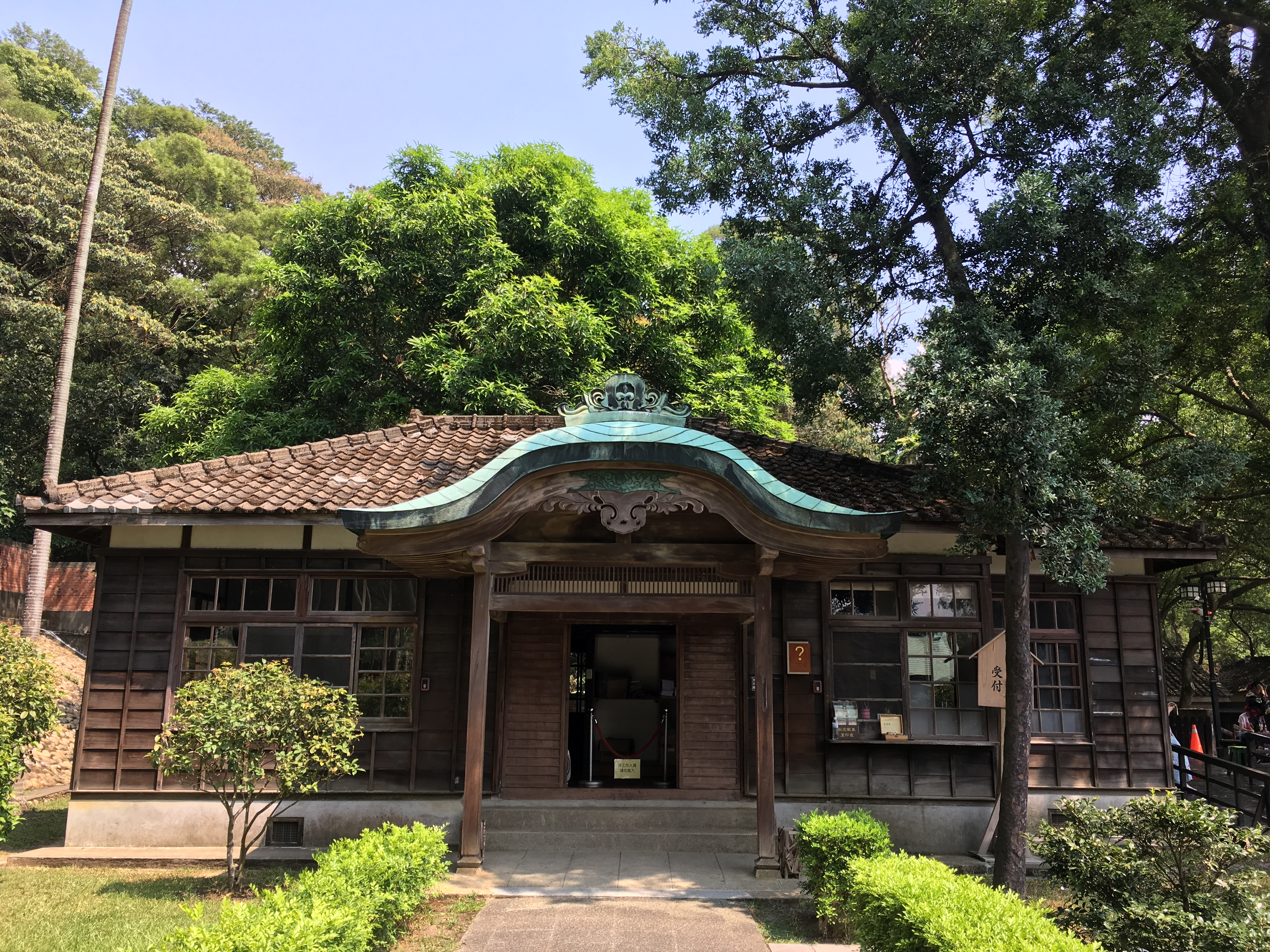
社務所
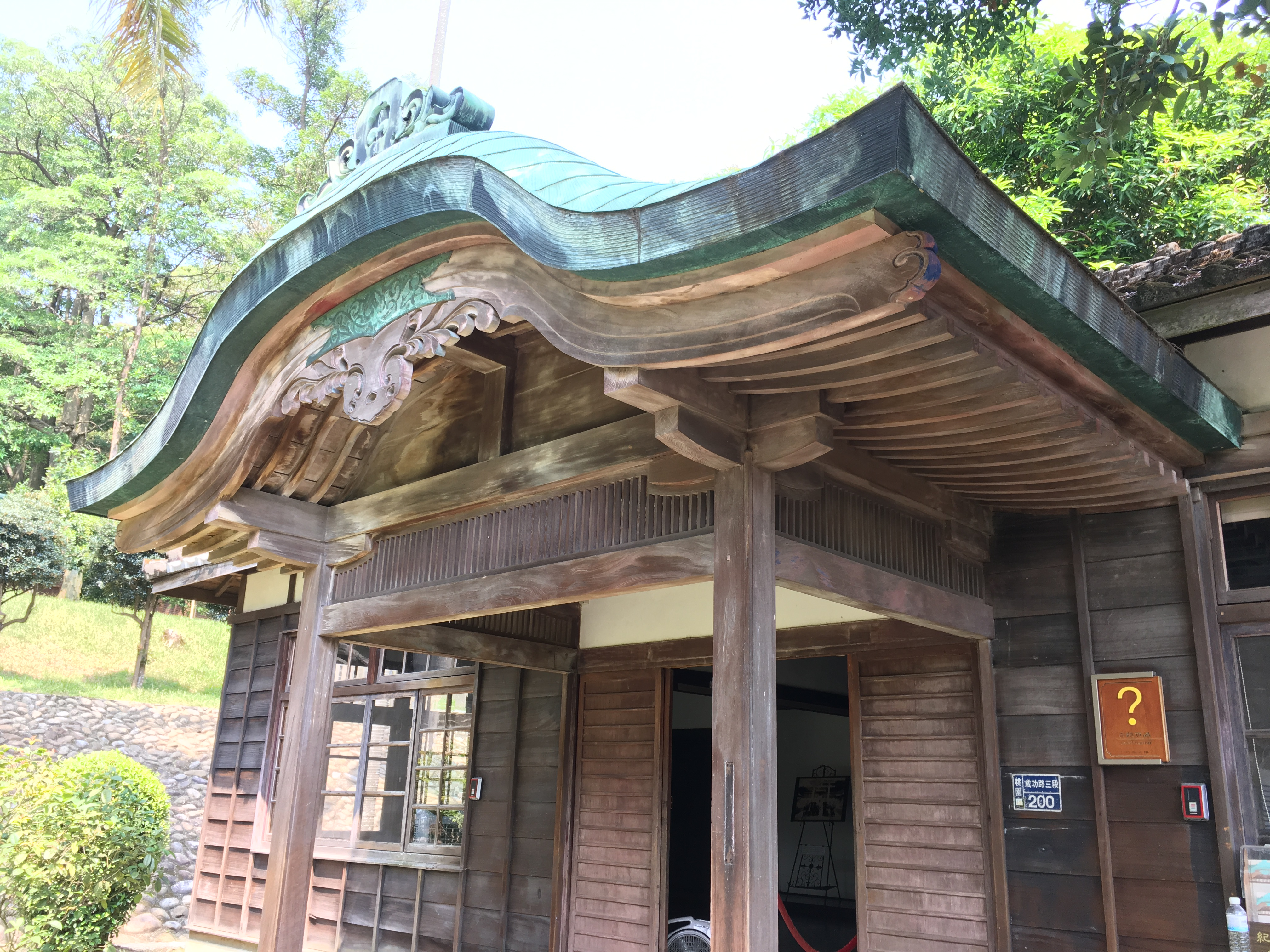
社務所
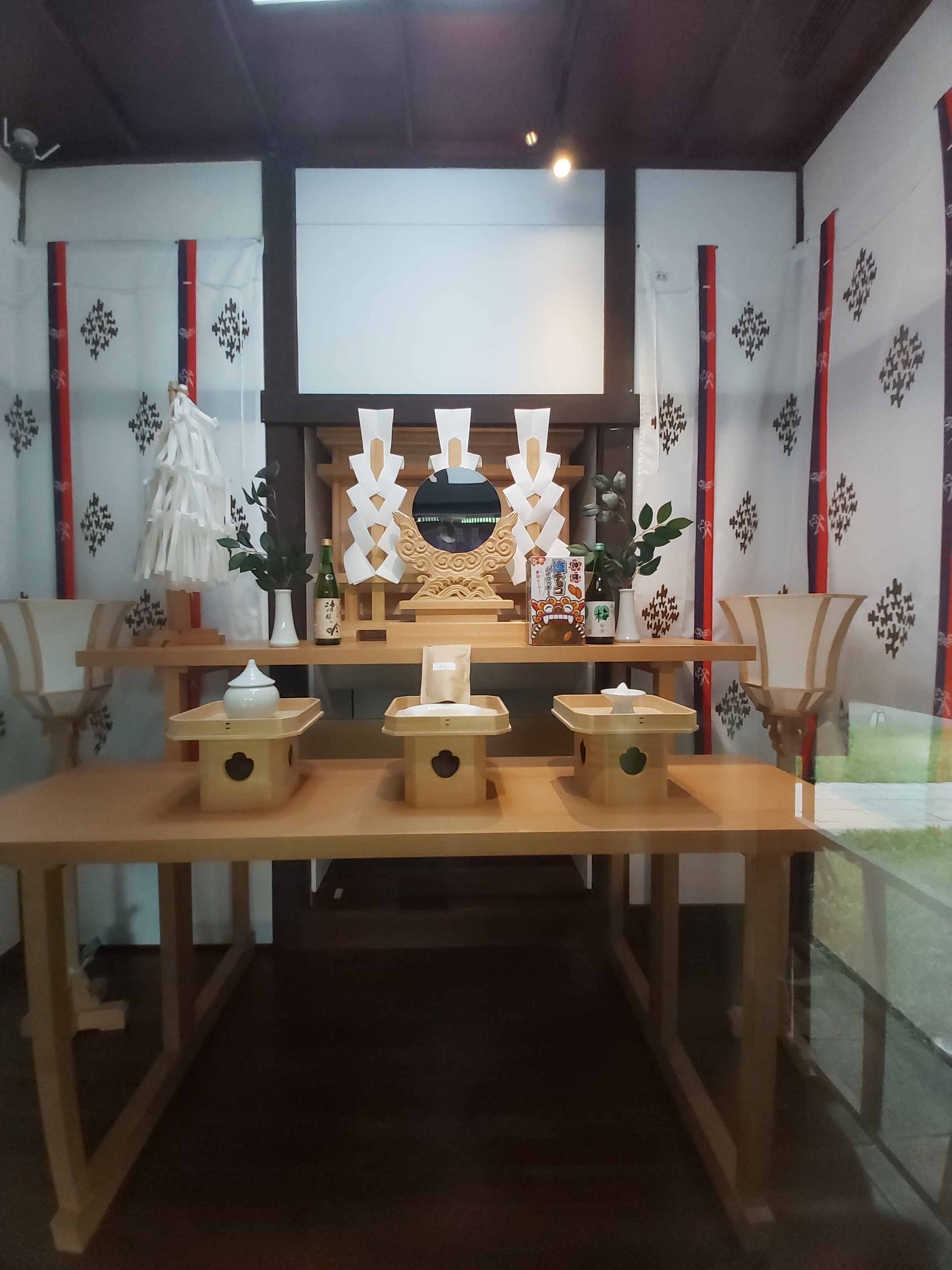
分霊3神体
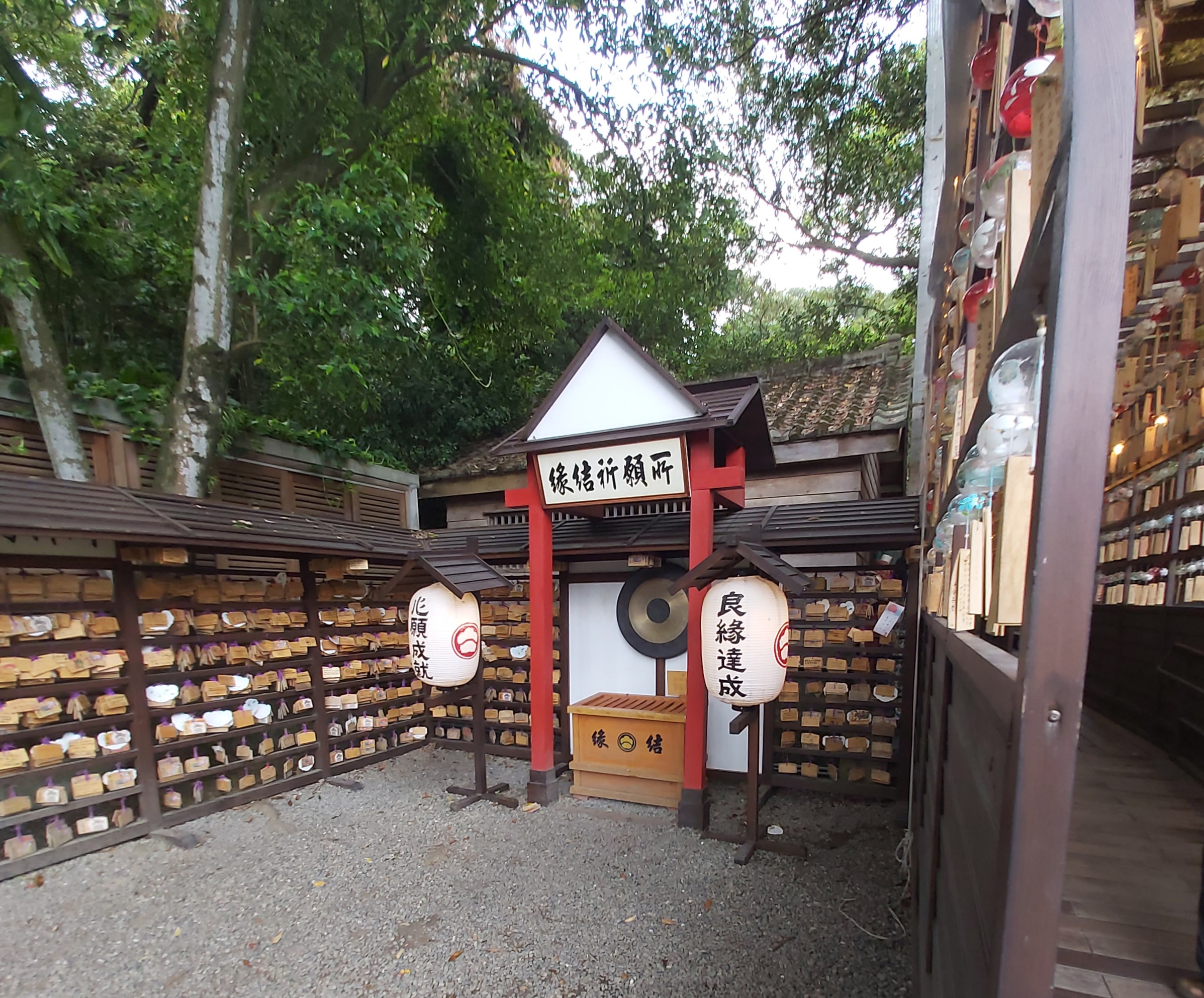
緣結祈願所
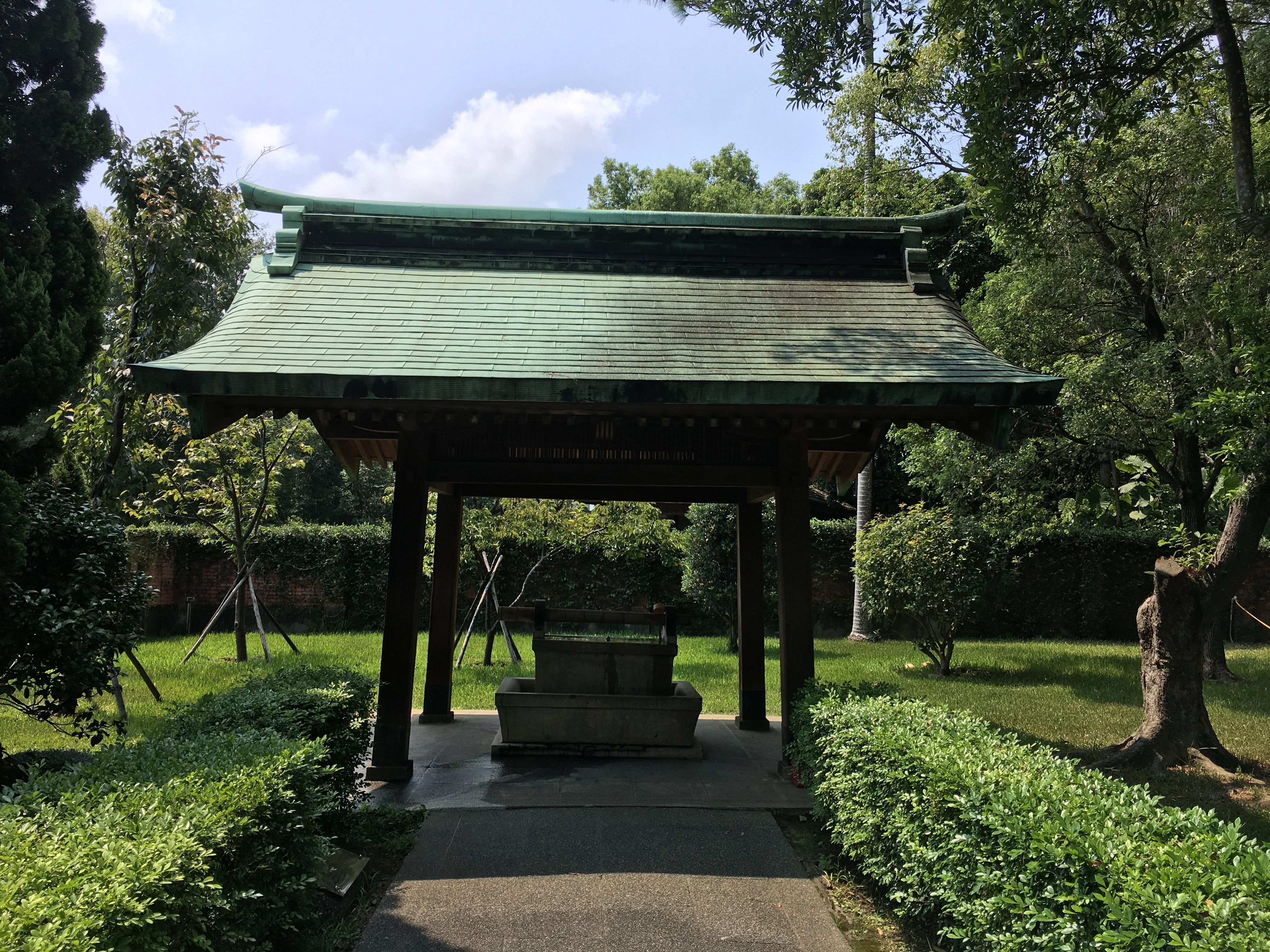
手水所
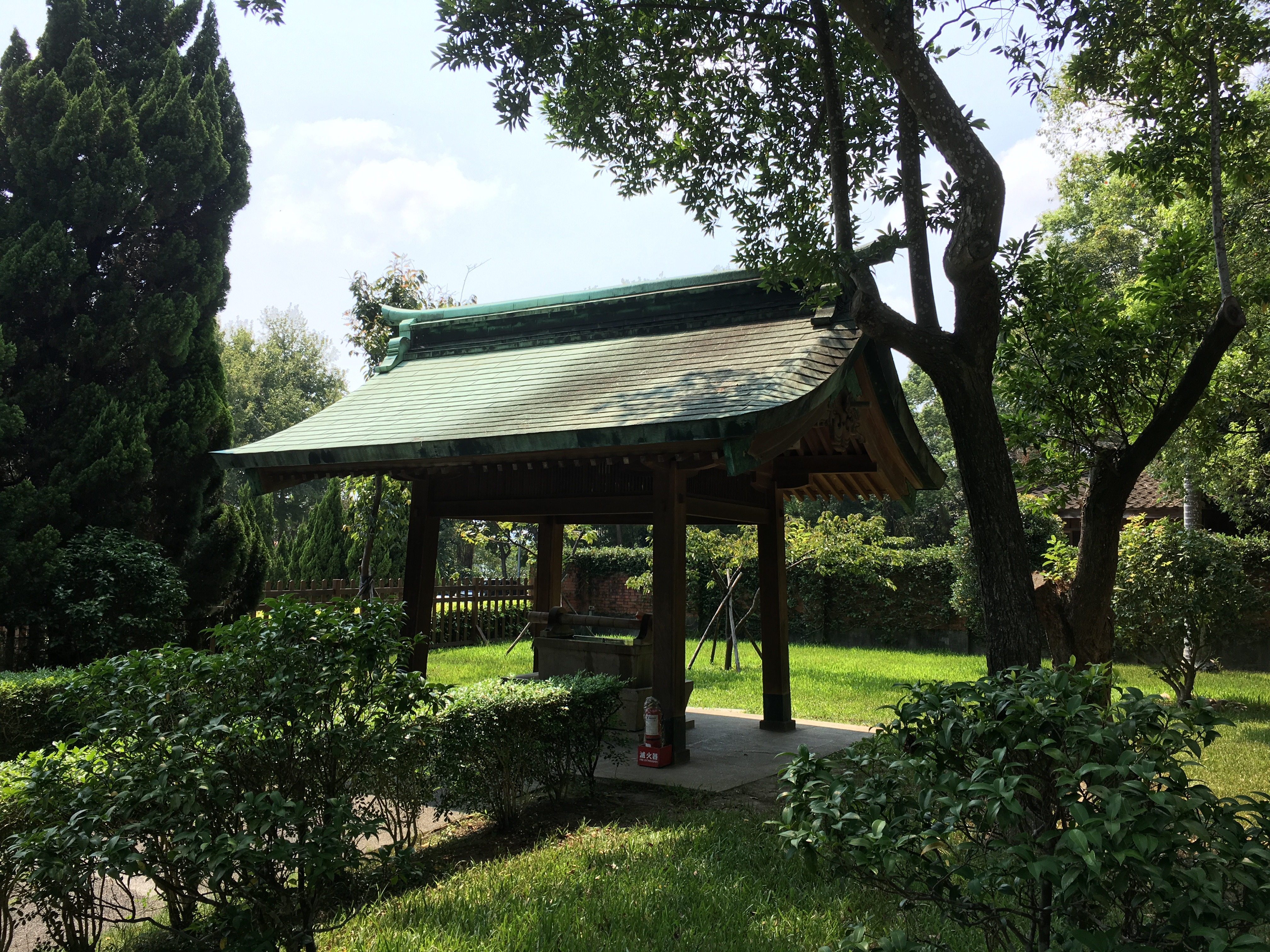
手水所
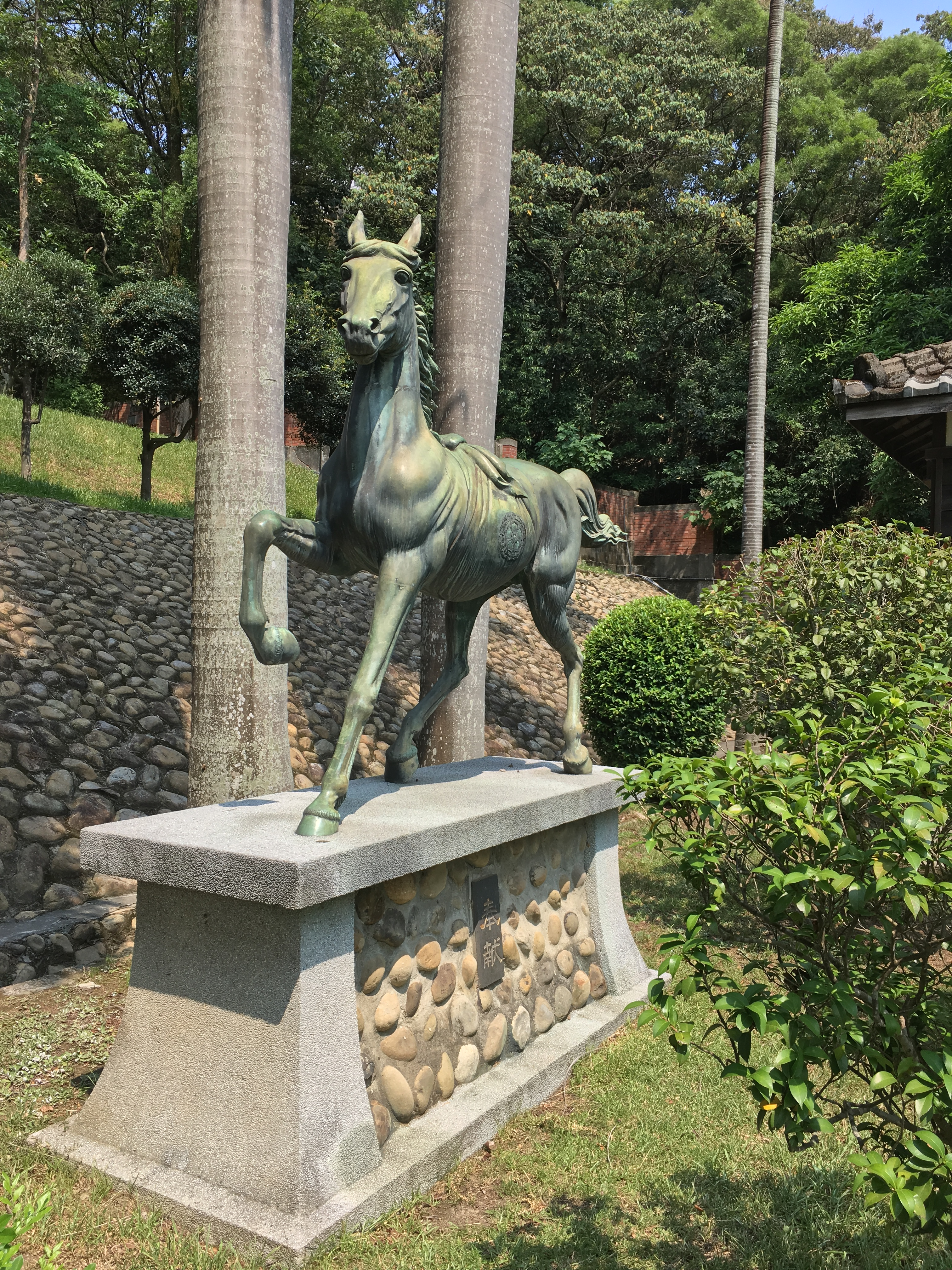
神馬
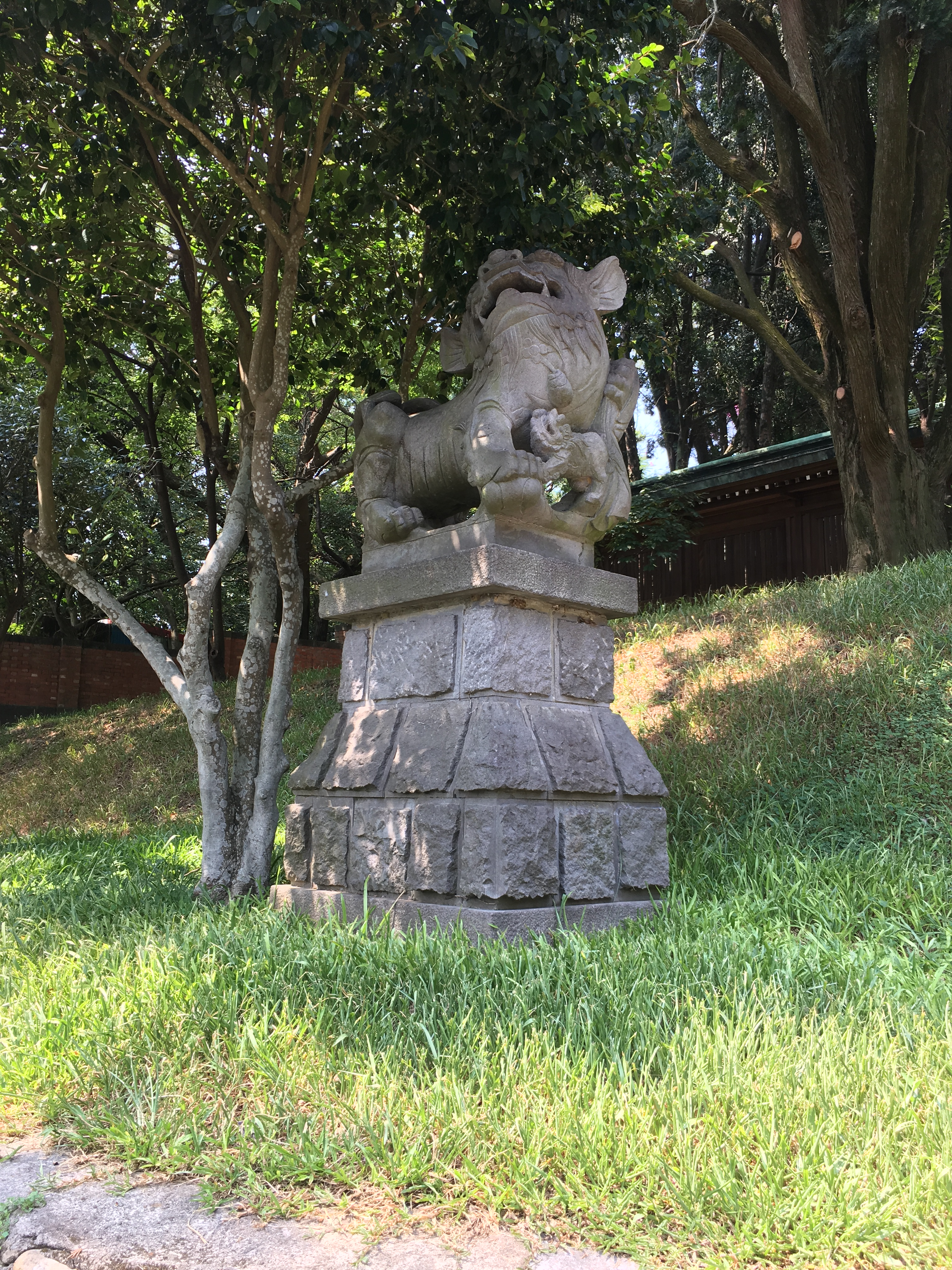
狛犬
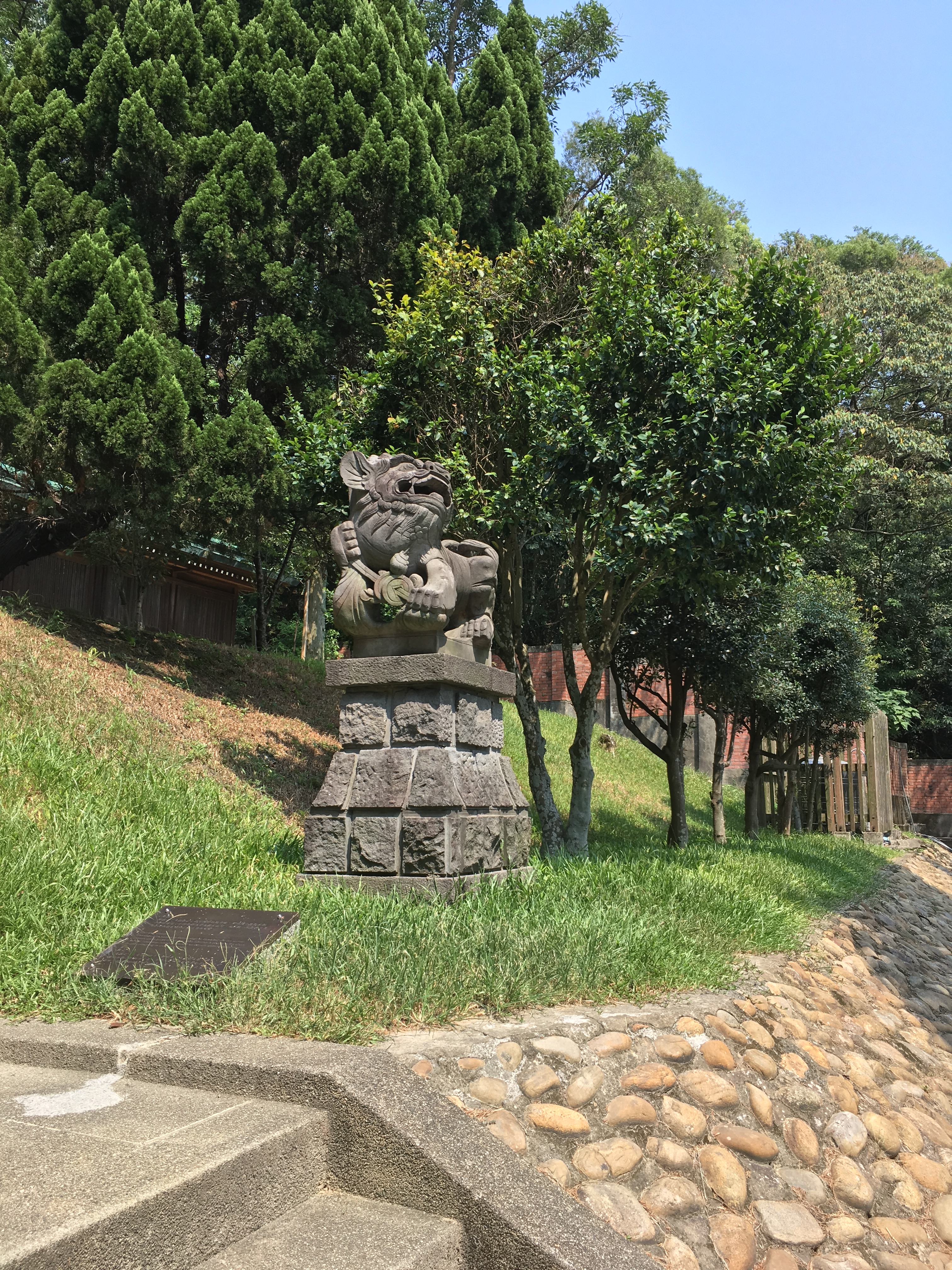
狛犬
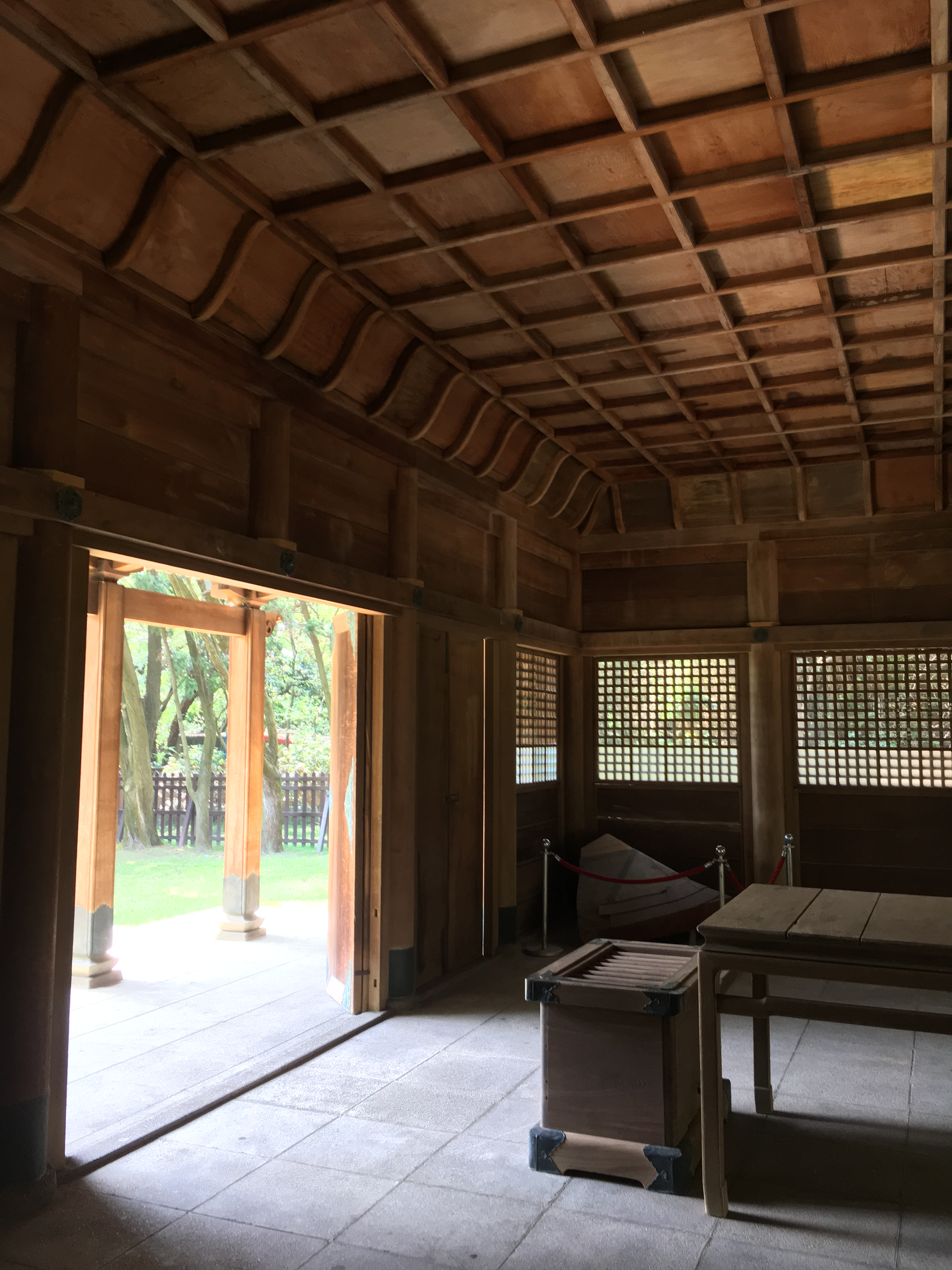
拝殿の屋根
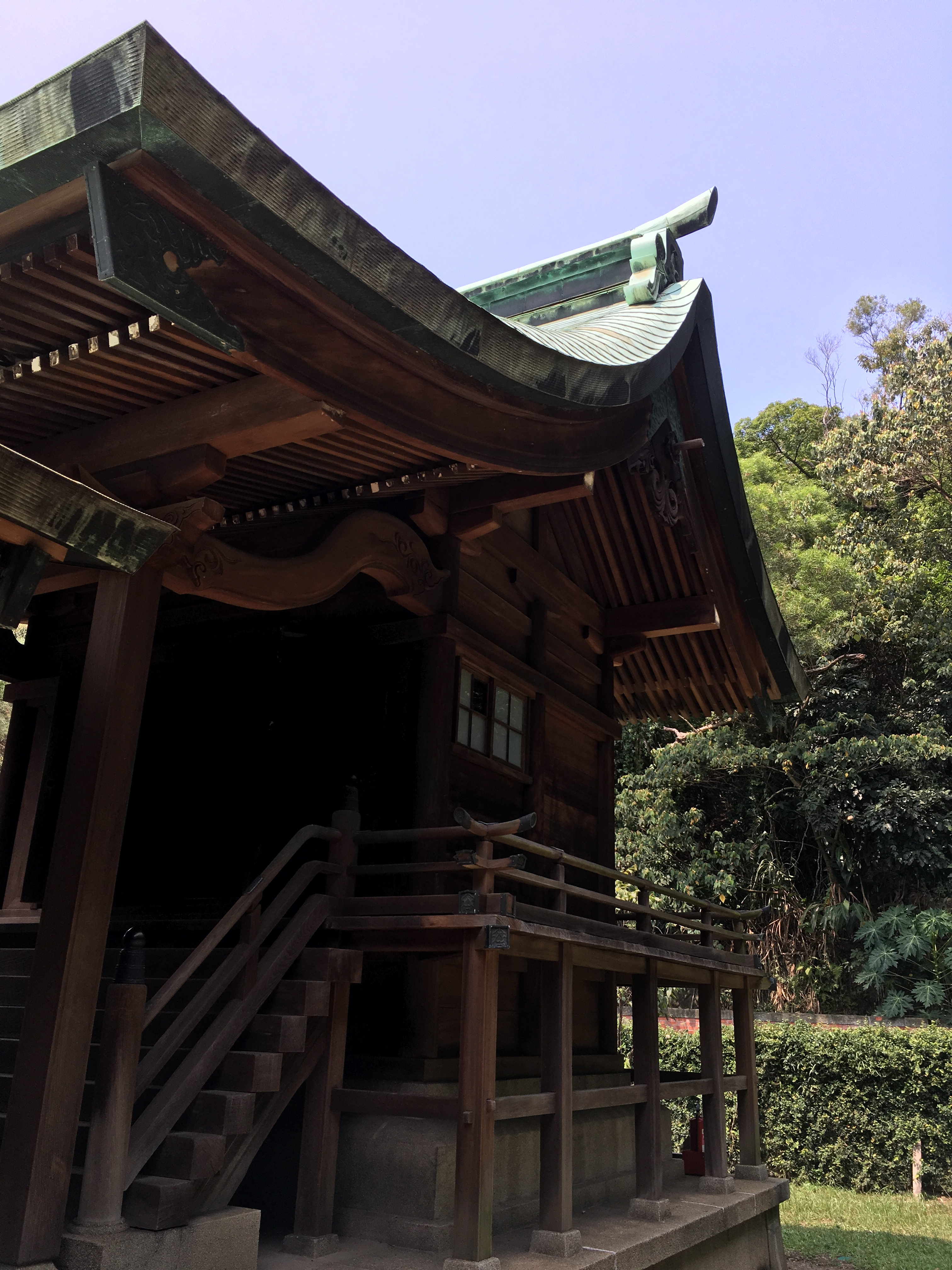
本殿
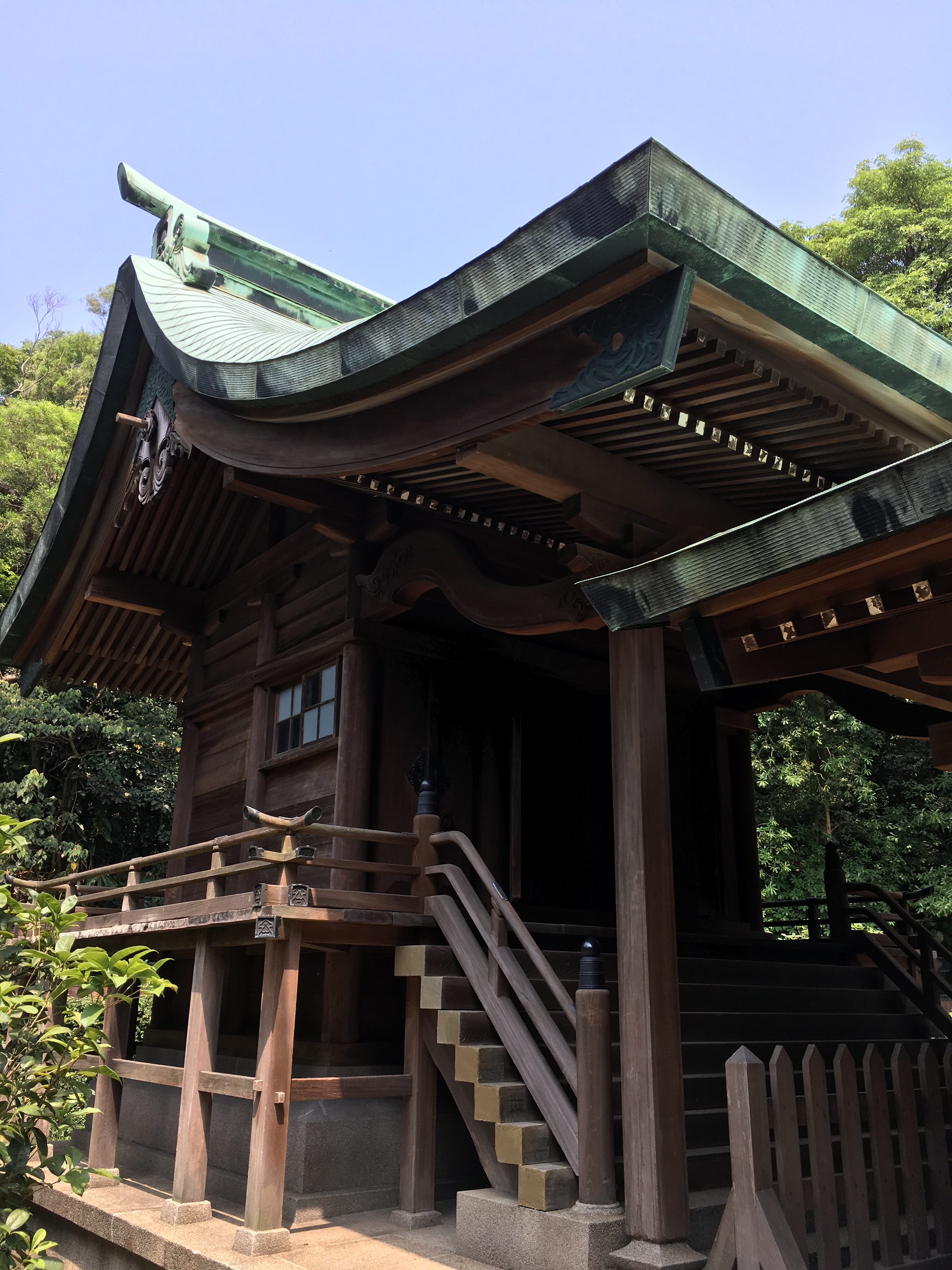
本殿